# Q Magazine (România)
Q Magazine este o revistă bilunară din România care conține articole de politică, economică și cultură.
A fost lansată în anul 2006 de jurnalista Floriana Jucan.